# Театр Антона Чехова
Театр Антона Чехова — первая частная антреприза, которая появилась в России после декрета 1919 года о национализации театров.
Театр не имеет собственной площадки. С сентября 2022 года спектакли проходят на сцене Дворца на Яузе (Москва, Площадь Журавлёва, дом 1. Около станции метро Электрозаводская).

## История
Театр был основан в 1989 году Леонидом Трушкиным и Евгением Роговым. Он стал первым негосударственным театром современной России и за все время существования работает без привлечения финансовой помощи государства.
Первым спектаклем, сыгранным театром, был «Вишневый сад» А. П. Чехова в постановке Леонида Трушкина. В театре играют спектакли как современных авторов, так и классиков. В настоящее время[когда?]

 театр играет порядка 100 спектаклей в сезон, которые проходят на арендуемых сценах, в основном на сцене Театра Эстрады и на сцене Театра «Русская песня». Театр гастролировал по городам России, Украины, Прибалтики, Грузии, а также выступал в США, Германии, Израиле.
В театре в разное время играли и играют следующие мастера российской сцены: Олег Басилашвили, Татьяна Васильева, Людмила Гурченко, Николай Волков, Владимир Стеклов, Виталий Соломин, Вера Глаголева, Вера Алентова, Анатолий Равикович, Ольга Волкова, Лев Дуров, Михаил Державин, Михаил Ефремов, Евгений Евстигнеев, Валерий Золотухин, Владимир Меньшов, Любовь Полищук, Константин Райкин, Геннадий Хазанов, Галина Петрова, Инна Чурикова, Александр Ширвиндт, Чулпан Хаматова, Анна Большова, Фёдор Добронравов, Инга Оболдина, Георгий Дронов и другие.

### Банкротство
В декабре 2020 года, исходя из некоторых источников, стало известно о банкротстве и возможном приостановлении деятельности театра, вплоть до полного его закрытия. Причиной стали ограничительные меры, связанные с распространением COVID-19.

## Руководство
- Леонид Трушкин — главный режиссёр, главный художник
- Ирина Григорьева — директор